# Оскорбление
Оскорбление — унижение чести и достоинства человека, выраженное в неприличной или иной противоречащей общепринятым нормам морали и нравственности форме.
Оскорбление может быть нанесёно в виде высказывания (устно, письменно) или в виде действия (плевок, пощёчина, неприличный жест). Во многих странах оскорбление считается преступлением.
В отличие от клеветы, оскорбление может не нести в себе заведомо ложных сведений. Оскорбление заключается в негативной оценке личности либо внешности человека, его качеств, поведения, причём в форме, противоречащей установленным правилам поведения и требованиям общечеловеческой морали.
Один из эпизодов гомеровской поэмы «Илиада» посвящён гневу Ахилла, вызванному оскорблением, нанесённым ему вождём Агамемноном.
В России оскорбительными преступлениями являются оскорбления чувств верующих (148 УК РФ), оскорбления судей (297 УК РФ), представителей власти (319 УК РФ) и военнослужащих (336 УК РФ) при исполнении ими служебных обязанностей, остальные же являются административными правонарушениями (ст. 5.61 Коап РФ) с 8 декабря 2012 года (см. пункт 45 статьи 1 Федерального закона от 07.12.2011 N 420-ФЗ «О внесении изменений в Уголовный кодекс Российской Федерации и отдельные законодательные акты Российской Федерации»).